# Valget i Tyskland 1871
Valget i Tyskland 1871 blev afholdt den 3. marts 1871 og var det første føderale valg i Tyskland efter den tyske rigsgrundlæggelse. De stemmeberettigede var omkring 7.650.000 mandlige borger i Tyskland fra 25 år, dette svarede til ca. 19,4% af befolkningen på dette tidspunkt. Militærpersoner og andre grupper var udelukket. Valgdeltagelsen var på omkring 51%.

## Resultater
| Parti                                                      | Mandater | Ændring |
| ---------------------------------------------------------- | -------- | ------- |
| Nationalliberale (NL)                                      | 125      | Ingen   |
| Det katolske centerparti (Z - Zentrum)                     | 61       | Ingen   |
| Konservative (FP - Deutschkonservativen)                   | 57       | Ingen   |
| Frisindede Liberale (FP - Freisinnige Partei)              | 46       | Ingen   |
| Konservative nationalister (DRP - Deutsche Reichspartei)   | 37       | Ingen   |
| Liberale (LRP - Liberale Reichspartei)                     | 30       | Ingen   |
| Den polske liste (P - Polen)                               | 13       | Ingen   |
| Deutsch-Hannoversche Partei (DHP - hannoverske loyalister) | 9        | Ingen   |
| Arbejderparti (ADA/SDAP)                                   | 2        | Ingen   |
| Deutsche Volkspartei (DVP - nationalister)                 | 1        | Ingen   |
| Den danske liste (D - Dänen)                               | 1        | Ingen   |
| Totalt                                                     | 382      | -       |

| Valg | Spire Denne valgsartikel er en spire som bør udbygges. Du er velkommen til at hjælpe Wikipedia ved at udvide den. |